# كودي جيبسون
كودي جيبسون (بالإنجليزية: Cody Gibson) هو فنان قتال مختلط أمريكي، ولد في 11 سبتمبر 1987 في بلاكويل في الولايات المتحدة.

## وصلات خارجية
- كودي جيبسون على موقع يو إف سي (الإنجليزية)
- كودي جيبسون على موقع شيردوغ (الإنجليزية)
- كودي جيبسون على موقع Tapology.com (الإنجليزية)